# Аксино
Аксино (англ. axino) — гіпотетична нейтральна елементарна частинка зі спіном 1/2, існування якої передбачається в рамках теорії Печчеї — Квінн для пояснення явища, відомого як сильна CP-проблема, тобто відсутність спонтанного порушення CP-інваріантності в сильній взаємодії. Додавання суперсиметрії до цієї моделі призводить до необхідності існування ферміонів, що були б суперпартнерами для аксіонів — аксино (з R-парністю −1), а також бозонів, суперпартнерів — саксіонів (з R-парністю +1). Всі вони складають одне кіральне суперполе.
У деяких моделях аксино може бути найлегшою стабільною суперсиметричною частинкою. Зокрема, у зв'язку з цією властивістю, аксино розглядається як один з кандидатів на роль частинок, що складають темну матерію.